# VL Myrsky
VL Myrsky (tiếng Anh: Cơn bão) là một loại máy bay tiêm kích trong Chiến tranh thế giới II của Phần Lan, nó được thiết kế bởi Nhà máy sản xuất máy bay nhà nước (Valtion lentokonetehdas) cho Không quân Phần Lan. Các phiên bản của loại máy bay này gồm Myrsky I, Myrsky II, và Myrsky III.

## Biến thể
Myrsky IMẫu thử, 4 chiếc
Myrsky IIPhiên bản sản xuất, 47 chiếc
Myrsky IIIKhông chế tạo

## Quốc gia sử dụng
Phần Lan
Không quân Phần Lan

## Tính năng kỹ chiến thuật (VL Myrsky)

### Đặc điểm riêng
- Tổ lái: 1
- Chiều dài: 8,35 m (27 ft 5 in)
- Sải cánh: 11,00 m (36 ft 1 in)
- Chiều cao: 3,00 m (9 ft 10 in)
- Diện tích cánh: 18,00 m² (193,7 ft²)
- Trọng lượng rỗng: 2.485 kg (5.480 lbs)
- Trọng lượng cất cánh tối đa: 3.213 kg (7.080 lbs)
- Động cơ: 1 × Pratt & Whitney R-1830-SC3-G Twin Wasp, 749 kW (1.065 hp)

### Hiệu suất bay
- Vận tốc cực đại: 535 km/h
- Tầm bay: 311 dặm (500 Km)
- Trần bay: 9.500 m
- Vận tốc lên cao: 15 m/s (50 ft/s)
- Lực đẩy/trọng lượng: 3,0 kg/hp (6,6 lb/hp)

### Vũ khí
- 4 khẩu súng máy 12,7 mm LKK/42
- 2 quả bom 100 kg